# Мартин патагонський
Мартин патагонський (Chroicocephalus maculipennis) — вид мартинів з роду Chroicocephalus.

## Поширення
Цей вид поширений на півдні Південної Америки, розмножується в аргентинській і чилійській Патагонії, на Фолклендських островах і в Уругваї. Взимку його ареал простягається до узбережжя північного Чилі та центральної Бразилії. Його природні середовища проживання включають прісноводні озера, літоральні болота, береги річок і відкриті поля.

## Опис
Птах завдовжки від 35 до 37 сантиметрів, довжина крила становить від 27,1 до 31 сантиметра, вага — від 290 до 361 г. У нього темно-коричнева голова і горло з білим півколом позаду ока, а шия, груди і живіт білі. Його спина та крила сірі, основні криючі крила білі, деякі з чорними кінчиками, а вторинні криючі крила сірі. Має темно-червоний дзьоб і ноги.

## Розмноження
Гніздиться колоніями, між листопадом і січнем, серед чагарників або купин на краю лагун або на острівцях лагун або річок, переважно поблизу берега. Яйця відкладає в об’ємних плаваючих гніздах з очерету та інших водних рослин. У кладці 2-4 яйця від бежевого до оливково-жовтого кольору з густими темними цятками та плямами. У гнізда патагонського мартина часто підкидає яйця качка Heteronetta atricapilla.

## Харчування
Харчується комахами, ракоподібними, падлом і рибою. Часто відвідує внутрішні луки та пасовища, особливо нещодавно зорані поля, в пошуках дощових черв’яків і личинок комах. Також трапляється на сміттєзвалищах та біля боєн, де живиться відходами.